# Autocoureur

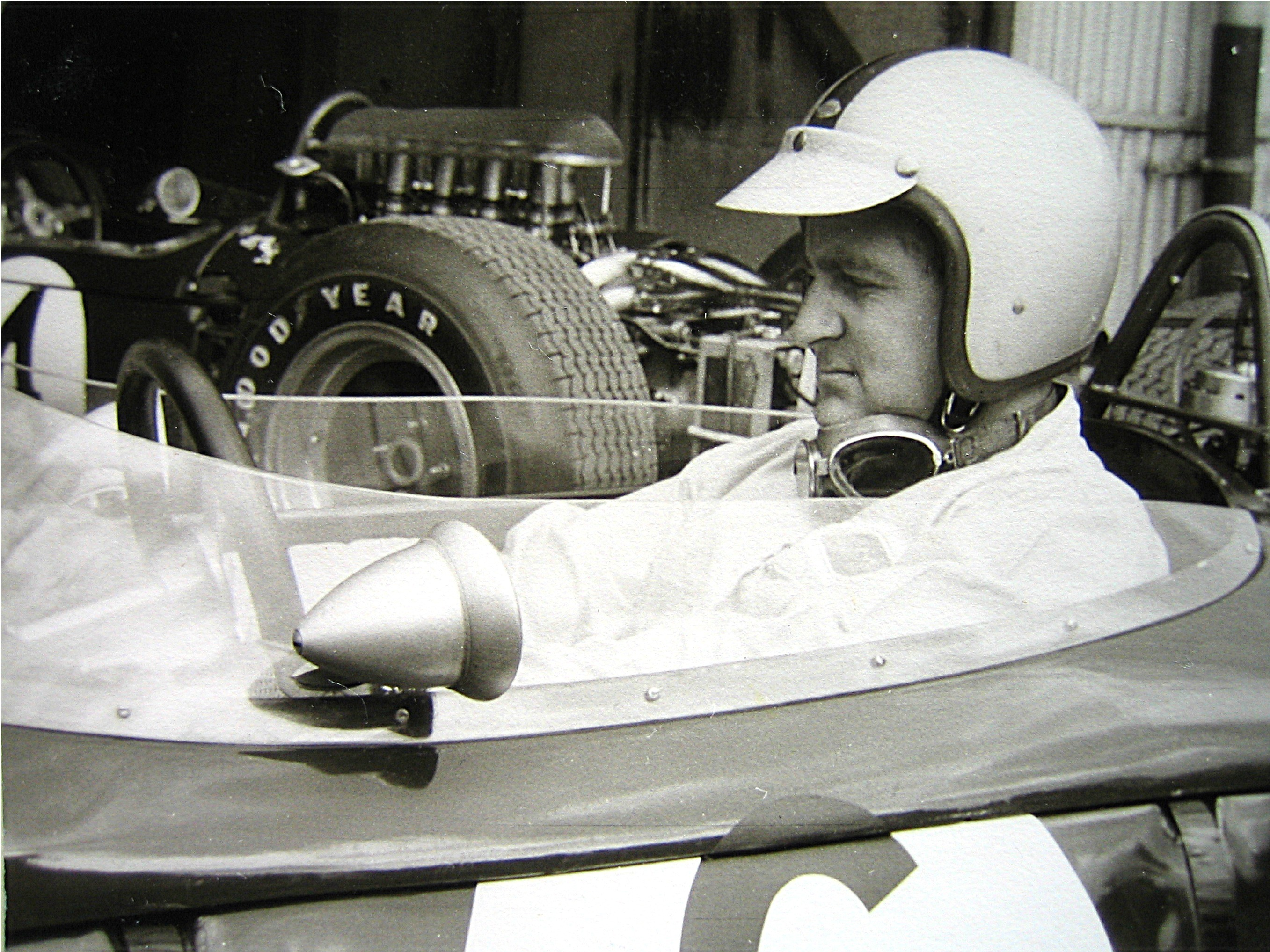
Een autocoureur in 1965 (Denny Hulme)

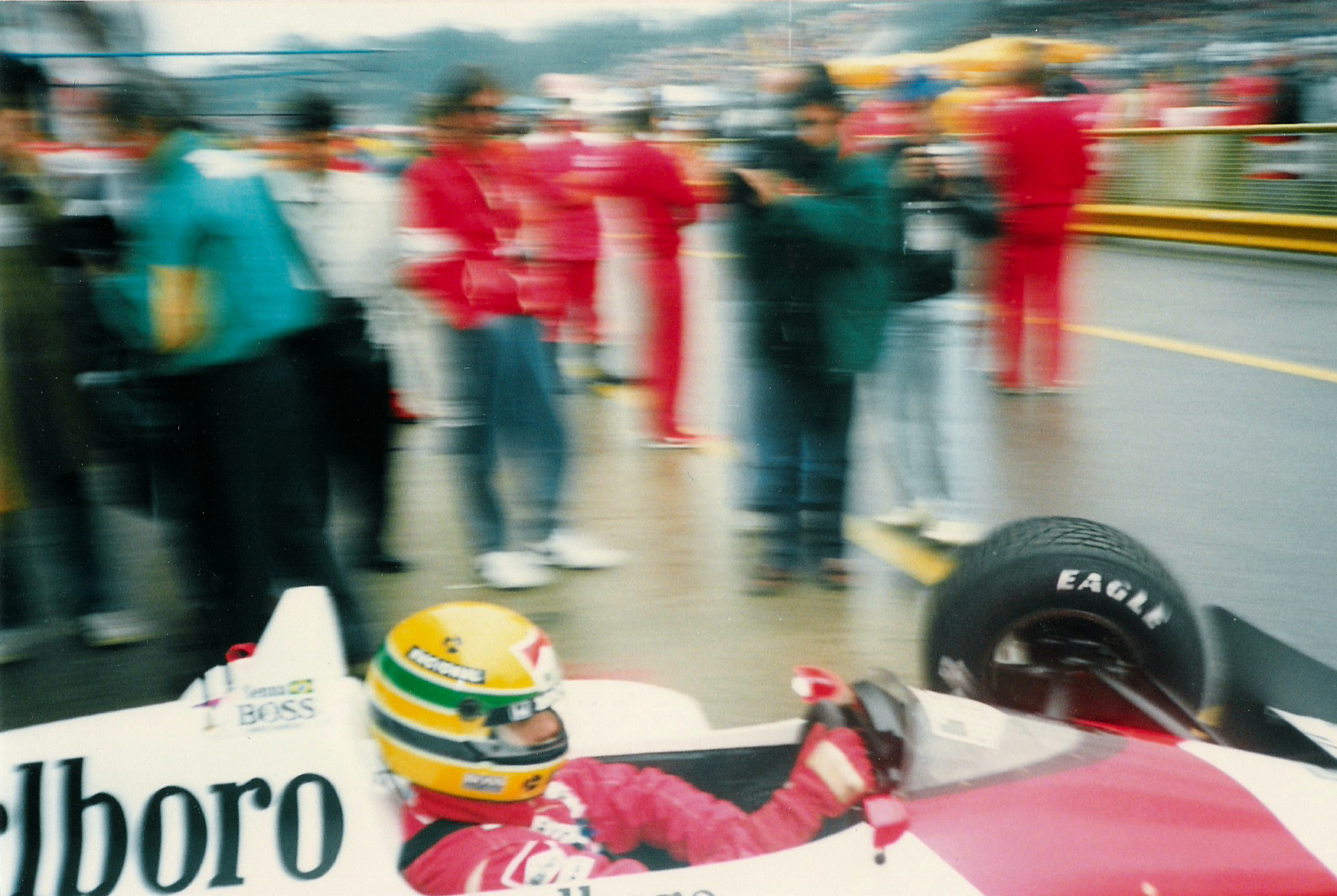
Ayrton Senna, Formule 1 autocoureur in 1988

Een autocoureur  is een sporter die in de autosport de raceauto bestuurt tijdens een wedstrijd of kampioenschap. Verschillende disciplines als rally, Formule 1 en andere snelheidsraces of uithoudingsraces in de autosport vragen verschillende kwaliteiten van de betrokken autocoureurs.
Zolang er automobielen bestaan, heeft men autosportwedstrijden over de hele wereld georganiseerd om te zien welke bestuurder met welke auto de snelste was of de beste prestatie leverde. Dat begon al in de periode van 1930 tot 1940. De bestuurder moest daarbij wel meer dan gewone rij-eigenschappen hebben, zoals kracht, moed en uithoudingsvermogen.
Er ontstond ook een nieuw type auto, namelijk de raceauto, gericht op optimale prestaties. 
De populariteit van de autosport was voor een autocoureur beslist niet zonder gevaar en leidde vaak tot zeer ernstige ongelukken. 